# Пірі-реїс
Хаджи Ахмет Мухіддін Пірі-бей (~1465 — 1553), більш відомий як Пірі-реїс (осман. حاجي أحمد محيتين پيري بك ; тур. Hacı Ahmet Muhittin Pîrî Bey або Pîrî Reis) — османський адмірал, мореплавець, географ і картограф. Сьогодні він в першу чергу відомий своїми картами, зібраними в його «Книзі моря» (тур. Kitab-ı Bahriye), яка містить детальну інформацію про ранні навігаційні методи, а також відносно точні для свого часу карти, що описують важливі порти та міста Середземного моря.
Пірі-реїс прославився як картограф, коли невелика частина його карти світу, складеної в 1513 році, була виявлена в 1929 році в палаці Топкапи в Стамбулі. Його карта світу є найстарішим відомим османським атласом, на якому зображено нещодавно відкритий Новий Світ і однією з найстаріших існуючих карт із зображенням Америки (найстаріша відома збережена карта Америки — карта, виготовлена Хуаном де ла Коса в 1500 році). Карта Пірі-реїса відцентрована на Сахарі на широті тропіка Рака.
У 1528 році Пірі-реїс створив іншу карту світу, від якої зберігся невеликий фрагмент, що зображує Гренландію і Північну Америку від Лабрадору і Ньюфаундленду на півночі до Флориди, Куби, Іспаньйоли, Ямайки та частини Центральної Америки на півдні. Згідно з зауваженням самого Пірі-реїса, він створив свої карти, використовуючи близько 20 іноземних карт і mappae mundi (арабську, іспанську, португальську, китайську, індійську та грецьку), включаючи одну Христофора Колумба. Пірі-реїс був страчений в 1553 році в Каїрі, будучи визнаний винним у невдалій облозі Ормуза і залишенні османського флоту Індійського океану в Басрі, хоча причиною для цього була відсутність технічного обслуговування його кораблів.

## Біографія

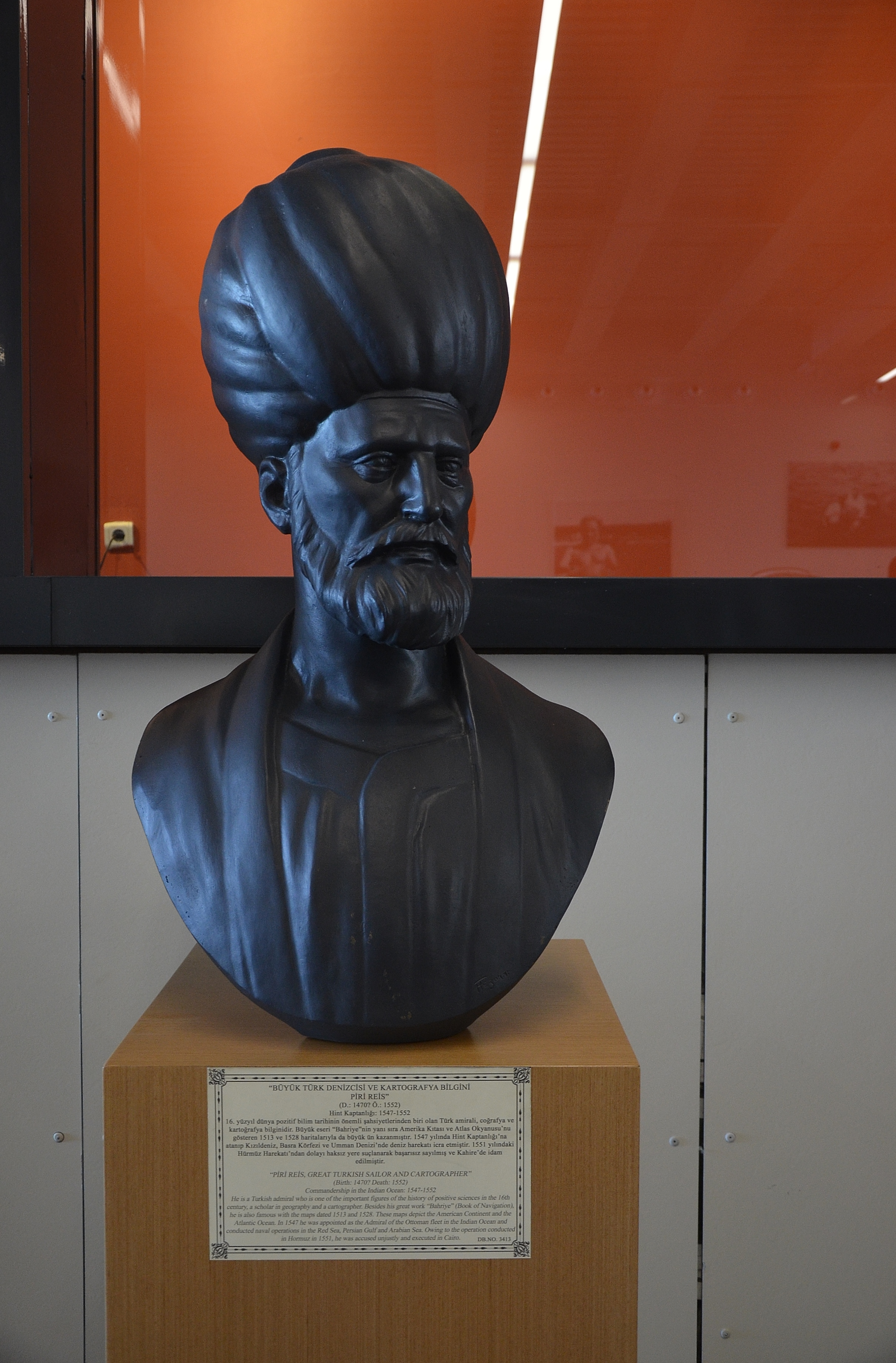
Бюст Пірі-реїса в Стамбульському військово-морському музеї

Протягом багатьох років мало що було відомо про особу Пірі-реїса. Ім'я Пірі-реїс дослівно з турецької означає капітан Пірі (реїс не є частиною його власного імені). Сьогодні на основі османських архівів відомо, що його повне ім'я було Хаджи Ахмед Мухіддін Пірі і що він народився або в Галіполі (Геліболу) в європейській частині Османської імперії (на території східної Фракії), або в Карамані (місце народження його батька) у центральній Анатолії, тодішній столиці бейлика Караманідів (анексованого Османською імперією в 1487 році). Точна дата його народження невідома. Його батька звали Хаджи Мехмед Пірі. Почесний і неофіційний ісламський титул хаджі (тур. Hacı) в іменах Пірі та його батька вказує на те, що вони обоє завершили хадж (ісламське паломництво), відправившись до Мекки протягом спеціального щорічного періоду.

Пірі почав займатися морським каперством, що активно підтримувалось османським урядом (звичайна практика в Середземному морі як серед мусульманських, так і християнських держав XV-го і XVI-го століть), під керівництвом свого дядька Кемаль-реїса, османського корсара, який згодом став відомим адміралом Османського флоту. У цей період разом зі своїм дядьком він брав участь у багатьох морських війнах Османської імперії проти Іспанії, Генуї та Венеційської республіки, включаючи Першу битву при Лепанто (битву при Дзонкйо) у 1499 році та Другу битву при Лепанто (битва при Модоні) 1500 року. Коли в 1511 році  Кемаль-реїс загинув (його корабель зазнав кораблетрощі в Середземному морі на шляху до Єгипту), Пірі повернувся до Геліболу, де почав працювати над своїми дослідженнями про навігацію.

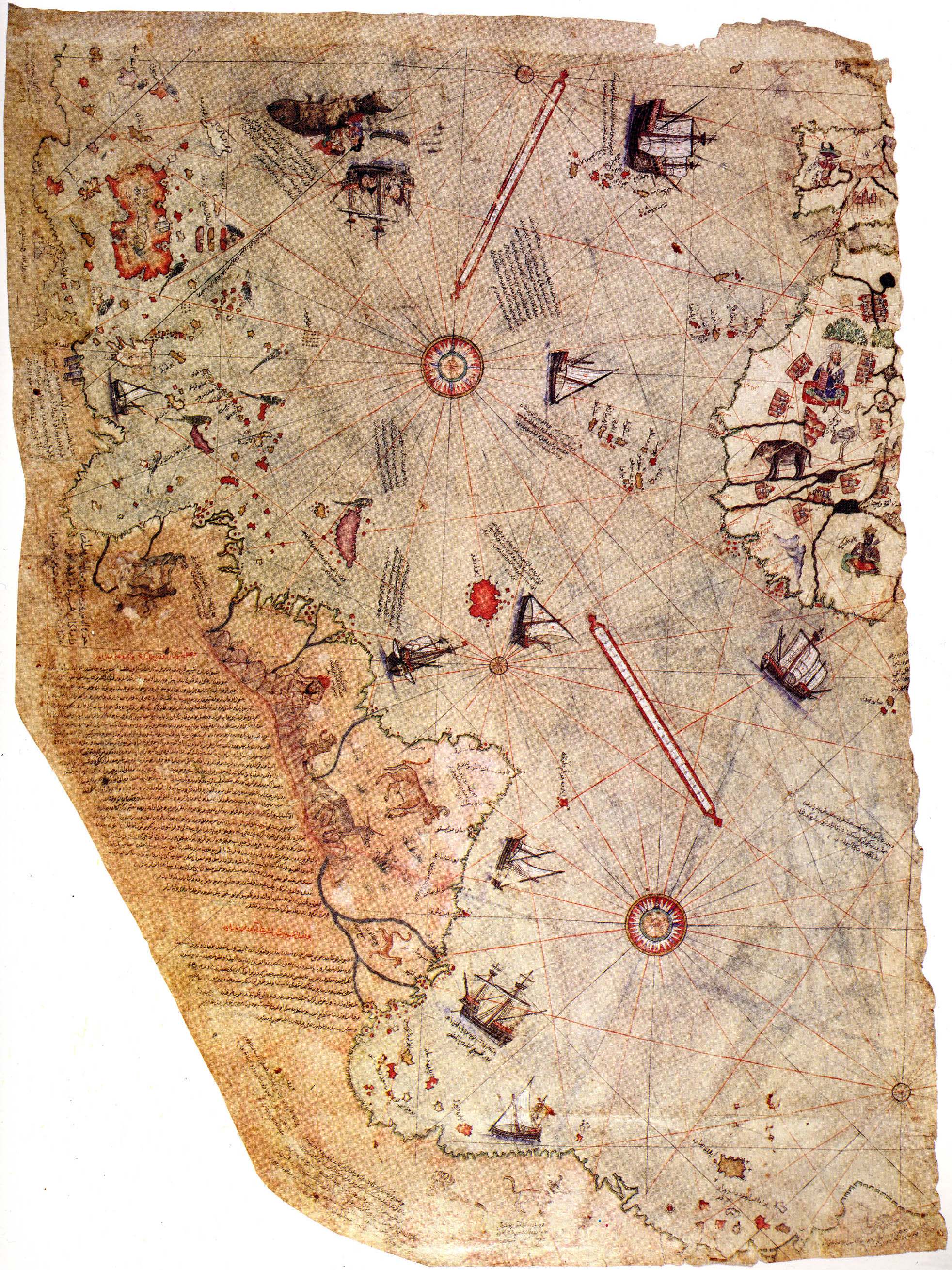
Збережений фрагмент першої карти світу Пірі-реїса (1513 р.)

У 1516 році ми бачимо його знову у морі на посаді капітана корабля Османського флоту. Пірі брав участь у османському завоюванні Єгипту в 1516—1517 роках. У 1522 році він брав участь в переможній облозі Родосу, в результаті якої лицарі Святого Іоанна капітулювали і 1 січня 1523 року назавжди полишили Родос (штаб-квартира лицарів тимчасово перемістилась на Сицилію, а згодом на постійно на Мальту). У 1524 році Пірі очолив корабель, який доставив османського великого візира Паргали Ібрагіма-пашу до Єгипту.
У 1547 році Пірі було надано звання «реїс» (адмірал) і призначено командувачем Османського флоту в Індійському океані та адміралом флоту в Єгипті зі штаб-квартирою в Суеці. 26 лютого 1548 року він відбив Аден у португальців, а потім у 1552 році захопив і розграбував Маскат, який Португалія окупувала з 1507 року, і стратегічно важливий острів Кіш. Пройшовши далі на схід, Пірі-реїс спробував захопити острів Ормуз в Ормузькій протоці біля входу в Перську затоку, але безуспішно. Коли португальці звернули увагу на Перську затоку, Пірі-реїс окупував півострів Катар, щоб позбавити португальців відповідних баз на аравійському узбережжі.
Залишивши більшу частину османського флоту в Басрі, Пірі-реїс, що на той момент був вже в дуже поважному віці (наближався до 90 років), повернувся до Єгипту. Після того, як він відмовився підтримати Кубад-пашу, османського валі (губернатора) Басри в іншій кампанії проти португальців у північній частині Перської затоки, Пірі-реїса було обезголовлено у 1553 році.
На честь Пірі-реїса названо кілька військових кораблів і підводних човнів турецького флоту.

## Книга Моря

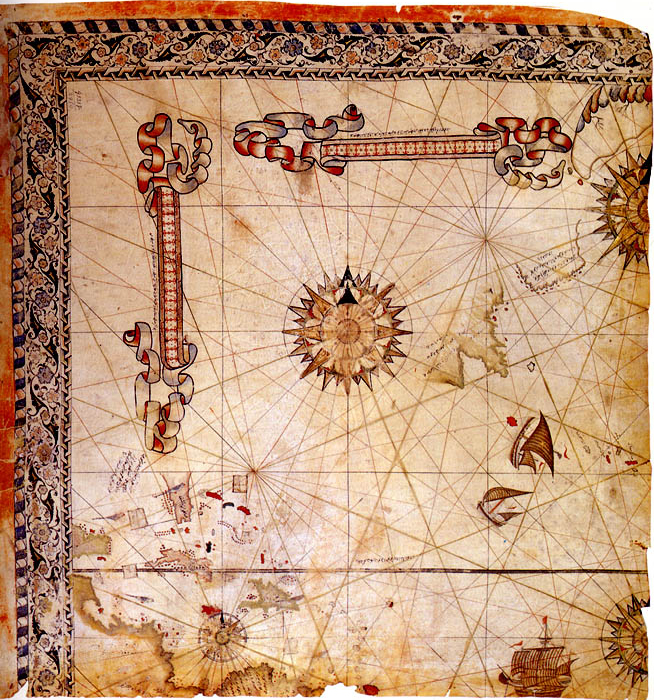
Збережений фрагмент другої карти світу Пірі-реїса (1528 р.)

Пірі-реїс є автором «Книги моря» (тур. Kitāb-ı Baḥrīye), однієї з найвідоміших картографічних робіт свого часу. Книга містить інформацію про Середземноморське узбережжя, острови, переправи, протоки та затоки, а також містить поради для моряків де знайти притулок у разі шторму і точні маршрути до портів.
Робота була вперше опублікована в 1521 році, а в 1524—1525 роках вона була видана в новій редакції з додатковою інформацією та краще складеними схемами з метою презентації султану Сулейману I. Перероблене видання налічувало 434 сторінки з 290 картами.

### Зміст
Крім карт, Книга Моря також містила детальну інформацію про основні порти, затоки, протоки, миси, півострови, острови та ідеальні укриття Середземного моря, а також методи навігації та навігаційну інформацію з астрономії разом з інформацією про місцевих жителів кожної країни та міста та цікаві аспекти їхньої культури. На карті світу нанесено тридцять легенд, двадцять дев'ять турецькою та одна арабською, остання вказує дату створення карти як місяць Мухаррем 919 р. хиджри (тобто весна 1513 р.), але більшість досліджень визначили більш вірогідну дату завершення як 1521 р.

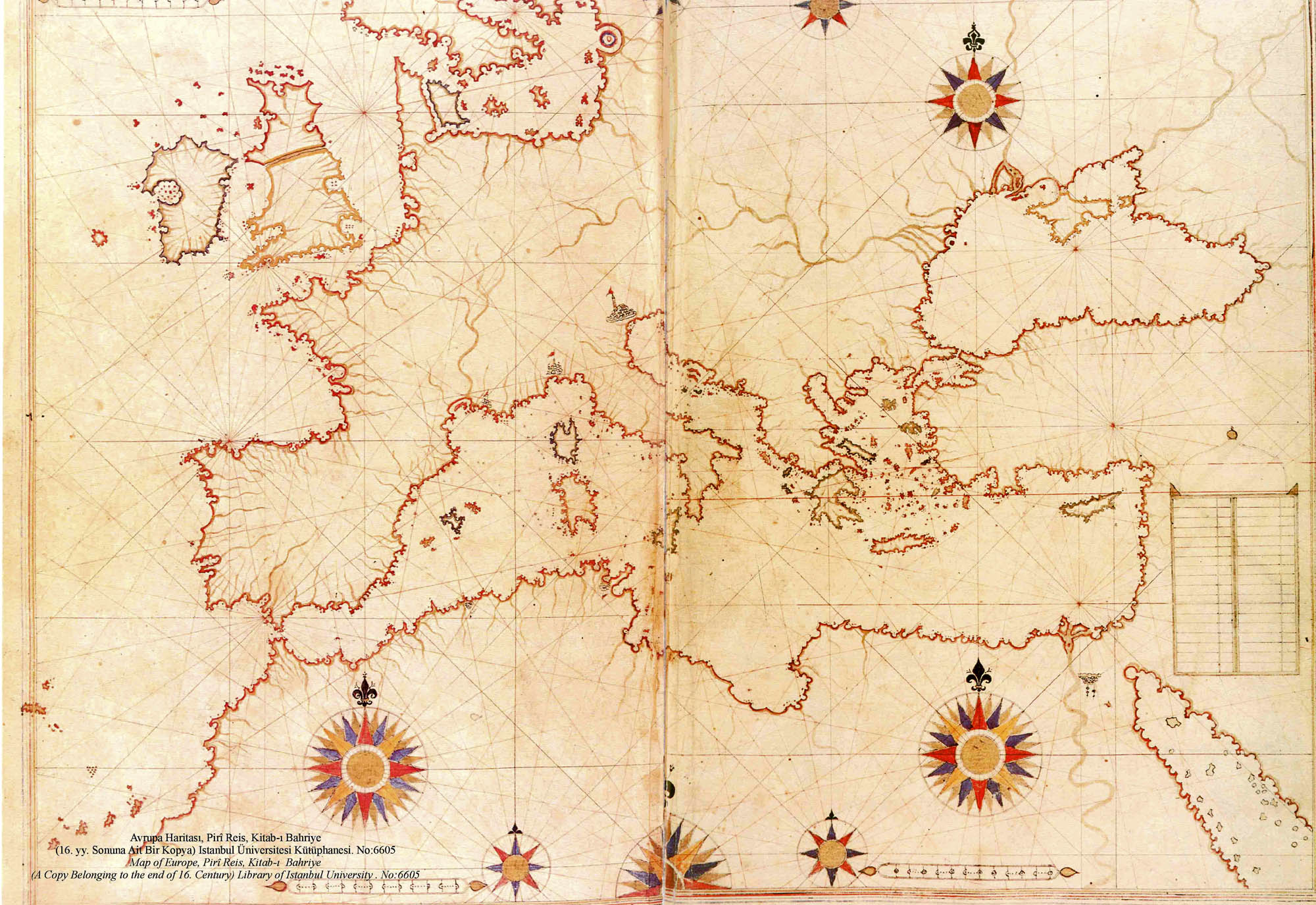
Копія карти Європи з Kitab-ı Bahriye (кінець XVI ст)8

Kitab-ı Bahriye має два основних розділи, перший розділ присвячений інформації про типи штормів, прийоми використання компаса, карти портолани з детальною інформацією про порти та берегові лінії, методи визначення напрямку за допомогою зірок і характеристики основних океанів і земель навколо них. Особливий акцент приділяється відкриттям Христофора Колумба у Новому Світі та Васко да Гами та інших португальських моряків на шляху до Індії та решти Азії.
Другий розділ повністю складається з карт-портоланів та лоцій. Кожний розділ містить карту острова чи узбережжя та їх опис. У першій книзі (1521 р.) цей розділ містить загалом 132 портоланів, тоді як у другій книзі (1525 р.) їх вже 210. Другий розділ починається з опису протоки Дарданелли і продовжується островами та береговими лініями Егейського моря, Іонічного моря, Адріатичного моря, Тірренського моря, Лігурійського моря, Французької Рив'єри, Балеарських островів, узбережжя Іспанії, протоки Гібралтару, Канарських островів, узбережжя Північної Африки, Єгипту та річки Ніл, Леванту та узбережжя Анатолії. Цей розділ також містить описи та малюнки відомих пам'ятників і будівель у кожному місті, а також біографічну інформацію про Пірі-реїса, який також пояснює причини, чому він вважав за краще зібрати ці окремі карти в книзі, а не створити одну велику карту, яка б не була бути здатним містити так багато інформації та деталей.
Через століття після смерті Пірі та протягом другої половини XVII століття була створена третя версія його книги, яка не змінюючи текст другої версії, збагатила картографічну частину рукопису. Вона включала додаткові нові великомасштабні карти, переважно копії італійських (від Баттісти Аньєзе та Якопо Гастальді) та голландських (Абрагам Ортеліус) робіт попереднього століття. Ці карти були набагато точнішими і, зокрема містили зображення Чорного моря, яке не входило в оригінал книги Пірі.

### Рукописи
Копії Kitab-ı Bahriye можна знайти в різних бібліотеках Стамбула та в деяких найбільших бібліотеках Європи, крім одного примірника, який, як відомо, зберігається приватно в США (Художній музей Волтерс).
Примірники першого видання (1521 р.):
- Стамбул, палац Топкапи, ms Bagdad 337
- Стамбул, бібліотека Нуруосманіє, ms 2990
- Стамбул, Бібліотека Сулейманіє, ms Aya Sofya 2605
- Бібліотека Болонського університету, ms. Марсілі 3609.
- Бібліотека Болонського університету, ms. Марсілі 3612.
- Відень, Австрійська національна бібліотека, Код. HO 192.
- Дрезден, Державна бібліотека, ms. Eb 389.
- Париж, Bibliothèque Nationale, suppl.turc 220.
- Лондон, Британський музей, ms. Східний 4131.
- Оксфорд, Бодліанська бібліотека, MS. Д'Орвіль 543
- Балтімор, Музей мистецтв Уолтерса, W.658.

Примірники другого видання (1525 р.):
- Стамбул, палац Топкапи, мс. Газіне 642.
- Стамбул, бібліотека Кепрюлю, ms. 171.
- Стамбул, бібліотека Сулейманіє, ms Aya Sofya 3161.
- Париж, Bibliothèque Nationale, доп. Турк 956.

## У масовій культурі

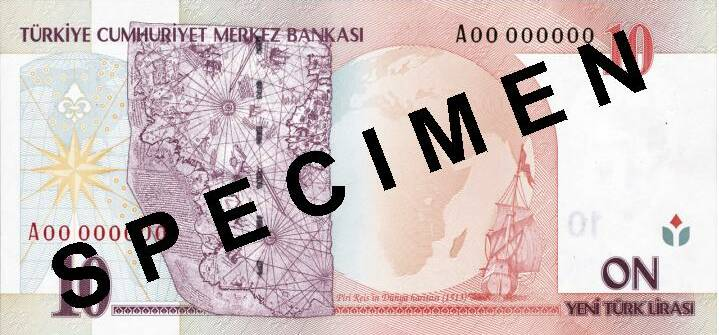
Карта Пірі-реїса на банкноті в 10 нових лір

Пірі-реїс згадується у відеогрі Assassin's Creed: Brotherhood і з'являється в її продовженні Assassin's Creed: Revelations. У «Братерстві» група італійських вбивць, посланих з Риму до Константинополя Еціо Аудіторе да Фіренце, проникає в крамницю Пірі-реїса, щоб викрасти деякі з його карт, що описують Новий Світ, з метою запобігти експансії тамплієрів на нові землі. Згідно з Revelations, незважаючи на свій попередній конфлікт з асасинами, Пірі приєднався до Османського братства вбивць у 1506 році, щоб служити вченим і техніком, і навіть зрештою досяг звання майстра вбивці. Пізніше він виступає як піротехнік, учений і картограф.
Карта Пірі-реїса зображувалась на офіційних грошових знаках Туреччини: банкнотах номіналом в 10 млн старих турецьких лір (банкноти в 1999—2005 роках, нині вийшли з обігу) а також на банкнотах номіналом 10 нових лір (банкноти в 2005—2009 років).